# 脚 (漢字)
脚（あし）とは、漢字の部首で冠の対となり、意符が下部に置かれるものの総称。過去にはくつ（沓）と呼ばれたこともあった

## 定義
各漢和辞典では以下のものを特に脚として定義、紹介しているが対象範囲は各漢和辞典によって異なる。
1. 下部が意符となり、形の変形を伴うもの（れんが、したごころ）など
2. 変形はしないが、もっぱら下部が意符となるもの（さら、ひとあしなど）
3. へんなど他の位置の意符にもなるが、下部が意符になるものが主となるもの（こころ、かいなど）

## 主な脚
- こころ：「恋」「想」「悲」など。心に関する意味を表す。常用漢字数は 37 で、代表的な脚。また、心部はりっしんべんも含んでおり、字数は非常に多い。
  - 常用漢字： 応 忌 志 忍 忘 忠 念 怨 急 思 恣 怠 怒 恩 恐 恵 息 恋 悪 患 悠 悲 惑 意 感 愚 慈 愁 想 態 慰 慮 憩 憲 懇 懲 懸
  - 主な表外字： 忽 忿 怨 恕 悉 惹 惣 愍 愈 慇 懃 慫 慂 慧 慙 慾 憖 憊 憑 懣 など

- したごころ：「恭」など。精神や思考に関わる意味を表す。「心」の部に属する。
  - 常用漢字： 恭 慕
  - 主な表外字： 忝 など

- れんが（連火）／れっか（列火）：「熱」「焦」「照」など。火という文字を崩したもの。火に関する意味を表すが、下から火をくべる様を図案化したものなので、調理に関する意味の字が多い。常用漢字は12。
  - 常用漢字： 為 点 烈 煮 焦 然 無 照 煎 熟 熊 熱
  - 主な表外字： 烏 焉 烹 熙 燕 など

- さら：「盤」「盆」など。底の平べったい器に関する意味を表す。常用漢字で7。
  - 常用漢字： 盆 益 盛 盗 盟 監 盤
  - 主な表外字： 盂 盈 盍 盒 盥 盪 など

- ひとあし（にんにょう）：「兄」「元」「免」など。人の歩く姿（下半身）を表している。ただし、人の部には含まれない。常用漢字数8または9（「党」を小部に含む辞書も多く見られるため）。「兆」は脚として含まないことが多い。
  - 常用漢字： 元 兄 光 充 先 克 児 免 党
  - 主な表外字： 兀 允 兇 兌 兎 尭 兜 など

- かい（こがい・かいあし）：「貨」「買」「賃」など。かいへんと同じで、お金に関する意味を表す。常用漢字数で 21 と脚の中ではかなり多い方だが、脚としてあまり認知されておらず、脚として紹介されていない辞書も多く見られる。
  - 常用漢字： 貞 負 貢 貨 貫 責 貪 貧 賀 貴 貸 買 費 貿 資 賃 賛 質 賞 賓 賢
  - 主な表外字： 貰 賽 贄 贅 贋 など

- いわく（ひらび）：「書」「替」など。親字は「曰」。「日」の部とは異なり、また今日の字体では、「日」の部の字との区別が紛らわしくなっている。
  - 常用漢字： 書 曽 曹 替

- こまぬき（にじゅうあし）：「弊」など。両手でもつこと、捧げることを示す。
  - 常用漢字： 弁 弄 弊

- まいあし：両足に関することを表す。新字体は7画だが、旧字体では6画となる。
  - 常用漢字： 舞
  - 主な表外字： 舜 など

- したみず：水に関することを表す。「さんずい」と同様、水の部に属する。
  - 常用漢字： 求 泰

- ころも（したごろも）：「装」「袋」「襲」など。衣服や布地に関することを表す。脚として区別していない辞書も見られる。また、脚とは言えないが「亠」と「𧘇」に上下にわかれて他の部位を挟み込む形がある。
  - 常用漢字： 袋 装 裂 製 襲
  - 主な表外字： 袈 裟 裳 襞 など

- はち：「一」の筆画の下に「八」があるものは「廾」の変形。
  - 常用漢字： 六 共 兵 具 典
  - 主な表外字： 其 冀 など

- とり（ことり）：「鳥」部の脚の形。鳥部では旁の次に多い。
  - 主な表外字： 鷹 鷲 鷺 鶯 など

- その他、口部（啓、唇など）、土部（型、塾など）、手部（挙、撃など）、木部（栄、棄など）、糸部（索、緊など）、言部（誉、警など）など脚の形を取る部首は多いが、これらを脚として紹介している例は稀である。